# Ольшанский цементный завод
Ольшанский цементный завод (укр. Ольшанський цементний завод) — промышленное предприятие в Николаевском районе Николаевской области Украины.

## История
Строительство первой технологической линии Ольшанского цементного завода началось в мае 1962 года. 31 мая 1968 года линия была сдана в эксплуатацию, а 29 декабря 1968 года начала действовать вторая линия.
Предприятие работало на местном сырье, источником которого являлось Григорьевское месторождение известняка.
В 1970е — 1980е годы цементный завод входил в число ведущих предприятий Ольшанского.
В октябре 1987 года Совет министров Украинской ССР утвердил постановление о развитии предприятий цементной промышленности, в соответствии с которым в 1988—1993 гг. предусматривалось проведение реконструкции Ольшанского цементного завода с расширением цементного цеха, установкой нового оборудования и осуществлением природоохранных мероприятий, но запланированные к выполнению мероприятия завершены не были.
11 октября 1989 года Ольшанский цементный завод им. XXV съезда КПСС вошёл в состав государственного концерна по производству цемента.
1 сентября 1990 года Совет министров УССР принял решение о создании Украинского государственного концерна по производству цемента и асбестоцементных материалов «Укрцемент», в состав которого был включён Ольшанский цементный завод.
После провозглашения независимости Украины Ольшанский цементный завод с проектной мощностью более 1,25 млн тонн цемента в год стал крупнейшим предприятием промышленности строительных материалов на юге Украины.
В 1994 году государственный завод был преобразован в открытое акционерное общество «Югцемент».
В 2000 году контрольный пакет акций ОАО «Югцемент» перешёл в собственность компании «Dyckerhoff Ukraine» (дочерней компании немецкой корпорации «Dyckerhoff AG», которая специализируется на производстве цемента и строительных материалов на его основе).
2006 год завод завершил с чистой прибылью 14,261 млн гривен.
В 2007 году завод производил цемент марок ПЦ-II/А-Ш-400, ПЦ-II/Б-Ш-400 и ШПЦ-III/А-400.
Начавшийся в 2008 году экономический кризис, сокращение спроса на цемент в связи с сокращением строительства и рост цен на энергоносители осложнили положение завода, с целью снижения издержек в начале 2009 года собственники предприятия приняли решение о переводе печей с природного газа на уголь. В результате, в 2009 году объёмы производства цемента заводом существенно сократились.
В 2014 году завод произвёл 741,6 тыс. тонн цемента (на 2,9 % меньше, чем в 2013 году).
В первом полугодии 2015 года «Dyckerhoff AG» владела 99,1447 % акций, но 2 июня 2015 года приняла решение о выкупе оставшихся акций у миноритарных акционеров с целью консолидации пакета акций предприятия.

## Современное состояние
Завод осуществляет добычу, первичную переработку сырья (которая производится в стержневых мельницах МСЦ-4 производительностью 350 тонн/ч) и производит цемент (используются сырьевые мельницы с производительностью 135 тонн/ч, вращающиеся печи с производительностью 70 тонн/ч и цементные мельницы с производительностью 50 тонн/ч).